# Новоселица (Береговский район)
Новосе́лица (укр. Новоселиця) — село в Королёвской поселковой общине Береговского района Закарпатской области Украины.
Население по переписи 2001 года составляло 1435 человек. Почтовый индекс — 90341. Телефонный код — 03143. Занимает площадь 3,524 км². Код КОАТУУ — 2121282701.
В селе расположена церковь Успения Пресвятой Богородицы, построенная в 1669 году. Уникальность церкви в том, что она является самой маленькой деревянной церковью готического стиля на территории Закарпатья.